# Hubert Pierlot
Hubert Marie Eugène Pierlot (n. 23 decembrie 1883, Bertrix, Valonia, Belgia – d. 13 decembrie 1963, Uccle, Comunitatea Francofonă din Belgia⁠(d), Belgia) a fost un politician belgian și al 32-lea prim-ministru al Belgiei, care a îndeplinit această funcție între 1939 și 1945. Pierlot, avocat și jurist, a luptat pe front în Primul Război Mondial, înainte de a intra în politică în anii 1920. Membru al Partidul Catolic, Pierlot a devenit prim-ministru în 1939, cu puțin timp înainte ca Belgia să intre în cel de-al Doilea Război Mondial. În această calitate, el a condus guvernul belgian în exil, mai întâi din Franța și mai târziu din Marea Britanie, în timp ce Belgia se afla sub ocupație germană. În timpul invaziei germane în Belgia în mai 1940, a izbucnit o ceartă violentă între Pierlot și regele Leopold al III-lea dacă regele ar trebui să urmeze sfaturile miniștrilor săi și să plece în exil sau să se predea Armatei Germane. Pierlot a considerat că predarea ulterioară a lui Leopold a fost o încălcare a Constituției și a încurajat parlamentul să-l declare pe Leopold inapt să domnească. Confruntarea a provocat un conflict de durată între Pierlot și ceilalți conservatori, care susțineau poziția regelui și considerau că guvernul în exil era laș.
În timp ce se afla în exil la Londra între 1940 și 1944, Pierlot a servit ca prim-ministru și ministru al apărării și a jucat un rol important în negocierile de război între puterile Aliate, punând bazele reconstrucției postbelice a Belgiei. După eliberarea Belgiei în septembrie 1944, Pierlot a revenit la Bruxelles, unde, împotriva voinței sale, a condus un nou guvern de unitate națională până în februarie 1945. Criticile stângii politice și eșecul noului guvern de a rezolva problemele grave cu care se confrunta țara după eliberare au condus la căderea guvernului în februarie 1945 și la înlocuirea lui Pierlot cu socialistul Achille Van Acker. Poziția lui Pierlot împotriva regelui Leopold al III-lea în timpul războiului l-a făcut o figură controversată în timpul vieții sale și a fost detestat puternic de cercurile regaliste și de cercurile conservatoare din care propriul partid catolic (mai târziu Partidul Social-Creștin) își atrăgea o mare parte a sprijinului politic. El s-a retras din politică în 1946, pe fondul crizei cauzate de Chestiunea Regală, în jurul întoarcerii lui Leopold pe tronul belgian, și a murit liniștit în anul 1963. După moartea lui, reputația lui Pierlot s-a îmbunătățit ca urmare a faptului că deciziile pe care le-a luat în timpul războiului au fost reconsiderate de către istorici.